# Seraja
Seraja, Seriah of Sereas was een Joodse hogepriester. Zijn zoons waren Jozadak, de vader van Jesua, en Ezra.

## Dood
Toen Nebukadnezar II Jeruzalem verwoestte, nam hij Seraja en een aantal andere priesters gevangen. Hij wordt gedood in Ribla, terwijl zijn zoon Jozadak wordt meegevoerd naar Babylon. Zijn kleinzoon Jesua is later, samen met Zerubbabel, een van de leiders van de eerste terugkeer.

## Datering en Ezra
Aangezien Seraja werd terechtgesteld in 586 v.Chr. en Ezra op zijn vroegst in 458 v.Chr. optrad, is duidelijk dat hier een lacune is. Waarschijnlijk was het doel Ezra te verbinden aan de traditie van de tempel van Salomo, om continuïteit te herstellen: de "zoon" van de laatste hogepriester in de tempel van Salomo en spruit uit het geslacht van Mozes en Aäron komt uit Babylon om de wet van Mozes te herstellen.